# Journal of Managed Care Pharmacy
Das Journal of Managed Care Pharmacy, abgekürzt J. Manag. Care Pharm., ist eine wissenschaftliche Fachzeitschrift, die von der Academy of Managed Care Pharmacy veröffentlicht wird. Die Zeitschrift erscheint mit neun Ausgaben im Jahr. Es werden Arbeiten veröffentlicht, die sich mit der Arzneimittelversorgung Pflegebedürftiger beschäftigen.
Der Impact Factor lag im Jahr 2014 bei 2,713. Nach der Statistik des ISI Web of Knowledge wird das Journal mit diesem Impact Factor in der Kategorie Pharmakologie und Pharmazie an 101. Stelle von 254 Zeitschriften und in der Kategorie Pflegewissenschaften an 21. Stelle von 89 Zeitschriften geführt.